# Serinda Swan
Serinda G. Swan (West Vancouver, 11 luglio 1984) è un'attrice e modella canadese.

## Biografia
È nata a West Vancouver, nella Columbia Britannica, in Canada. Ha mosso i primi passi nella serie televisiva Smallville, interpretando la parte di Zatanna. In seguito appare in Psych come cheerleader nell'episodio La rimpatriata e nell'episodio Il gioco della verità della sesta stagione di Supernatural, nel ruolo del dio della verità. Fa un'apparizione come Afrodite nel film Percy Jackson e gli dei dell'Olimpo - Il ladro di fulmini nel 2008 e nello stesso anno compare in un video dei Theory of a Deadman.
Swan inizia la sua carriera sul grande schermo nel 2005. Nel 2009 recita nella commedia romantica The Break-Up Artist. In seguito è un personaggio secondario nel film della Disney Tron: Legacy (2010). L'anno successivo inizia le riprese della serie televisiva I signori della fuga interpretando per due stagioni il personaggio di Erica Reed. Inoltre ha avuto il ruolo di donna leader nel film di fantascienza Jinn.
Dal 2013 è una delle protagoniste della serie tv Graceland dove interpreta l'agente della DEA Paige Arkin. Nel 2014 ha interpretato Cassandra Smyth in The Tomorrow People, nel 2015 ha partecipato alla serie creata e prodotta da Dick Wolf Chicago Fire. Nel 2017 entra nel cast della serie del Marvel Cinematic Universe Inhumans nel ruolo di Medusa. Nel 2023 ha interpretato Karla Dixon nella seconda stagione della serie televisiva Reacher.

## Filmografia

### Cinema
- Neal 'n' Nikki, regia di Arjun Sablok (2005)
- The Break-Up Artist, regia di Steve Woo (2009)
- Random Walk, regia di Lux (2010) - Cortometraggio
- Percy Jackson e gli dei dell'Olimpo - Il ladro di fulmini (Percy Jackson & the Olympians: The Lightning Thief), regia di Chris Columbus (2010)
- Tron: Legacy, regia di Joseph Kosinski (2010)
- Creature, regia di Fred Andrews (2011)
- The Baytown Outlaws - I fuorilegge (The Baytown Outlaws), regia di Barry Battles (2012)
- Jinn, regia di Ajmal Zaheer Ahmad (2014)
- The Veil - La rivincita di un guerriero (The Veil), regia di Brent Ryan Green (2017)
- Redemption Day (Redemption Day), regia di Hicham Hajji (2021)
- Sulle ali dell'onore, regia di J. D. Dillard (2022)

### Televisione
- Supernatural – serie TV, episodi 1x21-6x06 (2006-2010)
- Blood Ties – serie TV, episodio 1x07 (2007)
- Exes & Ohs – serie TV, episodio 1x06 (2007)
- Loch Ness - Il risveglio del mostro (Beyond Loch Ness), regia di Paul Ziller – serie TV (2008)
- Psych – serie TV, episodio 3x02 (2008)
- Desperate Escape, regia di George Mendeluk – film TV (2009)
- Reaper - In missione per il Diavolo (Reaper) – serie TV, episodio 2x12 (2009)
- Sfilata con delitto (Hostile Makeover), regia di Jerry Ciccoritti – film TV (2009)
- Trust, regia di Allan Harmon – film TV (2009)
- Smallville – serie TV, episodi 8x17-9x12 (2009-2010)
- Hawaii Five-0 – serie TV, episodio 1x22 (2011)
- I signori della fuga (Breakout Kings) – serie TV, 22 episodi (2011-2012)
- Republic of Doyle – serie TV, episodio 5x06 (2013)
- Graceland – serie TV, 37 episodi (2013-2015)
- The Tomorrow People – serie TV, episodi 1x13-1x17 (2014)
- Chicago Fire – serie TV, 4 episodi (2014)
- Inhumans – serie TV, 8 episodi (2017)
- Ballers – serie TV, 6 episodi (2017)
- Feud – miniserie TV, 1 puntata (2017)
- Coroner – serie TV, 38 episodi (2019-2022)
- The Twilight Zone – serie TV, episodio 2x02 (2020)
- Reacher – serie TV, 8 episodi (2023-2024)

## Riconoscimenti
- Canadian Screen Awards
  - 2020 – Candidatura come miglior attrice protagonista in una serie drammatica per Coroner
  - 2022 – Candidatura come miglior attrice protagonista in una serie drammatica per Coroner

## Doppiatrici italiane
Nelle versioni in italiano delle opere in cui ha recitato, Serinda Swan è stata doppiata da:
- Guendalina Ward in I signori della fuga (1ª voce), Graceland, Reacher
- Federica De Bortoli in The Tomorrow People, Inhumans
- Monica Ward in I signori della fuga (2ª voce)
- Laura Latini in Smallville
- Ilaria Latini in Supernatural (ep. 6x06)
- Stella Musy in Coroner
- Lidia Perrone in Sulle ali dell'onore